# 梅津はぎ子
梅津 はぎ子（うめづ はぎこ、1904年〈明治37年〉4月22日 - 1989年（平成元年）10月8日）は、日本の労働運動家。紡績工での過酷な労働を経て、戦前の紡績工の女性従業員たちの労働の実態を代弁し、何度も検挙されながらも、大正期から昭和期にかけての社会運動で活躍した。高知県高岡郡高岡町（後の土佐市）出身、旧姓は中平。別名は梅津 萩子。

## 経歴

### 少女期 - 過酷な労働
幼少時に両親が離婚後、親戚の養女となった。尋常小学校時代より、子守り奉公などで苦労を重ねた。結婚話が持ち上がったが、気が進まずに家を出た。女中や製紙工場で働いた後、1921年（大正10年）、保土ヶ谷にある富士瓦斯紡績の工場に勤めた。
当時の富士紡は最盛期で、全従業員は約1500人の内、8割近くが女性、大半が出稼ぎの十代の少女であった。寄宿舎生活で、仕事は昼夜2交代、18時頃に交代して朝6時まで仕事、皆が「便所の中でもいいから寝たい」と話していた。それだけ働いても、食費などをひくと手元に残る収入はわずかだった。1923年（大正12年）には関東大震災で工場が倒壊したが、はぎ子は奇跡的に生き延びた。震災の半年後には工場が再開し、再び工場に勤めた。

### 社会運動への参加
1925年（大正14年）、はぎ子は工場長たちが「川崎だけに留めなくてはならない」と、深刻に話している様子を耳にした。さらに「借金があっても外出させろ」「病気のときは休ませろ」などと書かれたビラを目にし、川崎付近で起きた労働運動が保土ヶ谷に及んだことを知った。苦労を重ねただけに、人権を求める争議をよく理解でき、「保土ヶ谷でもストライキをすれば会社は負け、要求が通る」と考え、夢中で機械の上に立つと「皆、仕事しちゃ駄目」と何度も叫んだ。これがきっかけで、工場はストライキに入った。はぎ子は首謀者として、警察に留置された。翌日には釈放されたが、工場からは謹慎処分を受け、宿舎も去る羽目になった。
その後は組合運動に没頭した。日本労働組合評議会で1926年4月に開催された第2回大会では、婦人部設置を巡る論議で、男性の1人が「婦人部など特殊なものを作ると、労働者の解放という大目的が不明確になる」との意見に対して、はぎ子は、組合では女性問題は疎かにされ、労働者内部ですら男女差別が激しいと考え、「工場の女のことは働く女にしかわからないから、婦人部は絶対に必要。反対の所論を聞くに片腹痛い」と熱弁した。はぎ子は組合の男性たちから「かたはら女史」の仇名で恐れられた。
同1926年5月、横浜のメーデー集会では「私たち紡績工がメーデーに参加するようになったことで、80万婦人労働者の解放と、全無産階級解放の決戦の日が近いことを、はっきり物語るものであります」と挨拶した。この挨拶は翌日の新聞で、「透き通るような声と、たくまざるジェスチャーで、会場の聴衆は咳払い一つ聞こえないほどに静まり返って熱心に聞き入り、はぎ子宛てのラブレターが県内の青年たちから会社へ送られ、山のように積まれた」と報じられ、「素晴しい雄弁」とも「聴衆から喝采を浴びた」とも伝えられる。その後も、はぎ子は着物を質に入れて金に換えて労働運動を続けたが、ついには会社を解雇されて職を失った。偽名で横浜や川崎などの工場に入ったものの、特高に監視されていたため、いずれもすぐに解雇された。
労働運動で知り合った梅津四郎と知り合って、結婚した。神奈川での就職が困難であったため、1926年（昭和元年）末に東京に移転し、労働運動、消費組合運動、産児制限運動などに参加した。長男誕生後も、長男を背負いつつ、各運動の仕事を請け負った。長男を連れて留置所に入ったこともあった。

### 戦後
戦後は日本共産党に入党、「戦前より自分が大きくなったように思えて、自由に物事が言える気分になった」と後年に語った。地域の青年たちが公安条例反対を唱えて逮捕されたときは、留置所に差し入れをし、散髪などをしつつ、その耳元での連絡役も請け負った。
娘が小学校に上がると、PTAでは共産党の方針を避け、皆の意見の中で最も妥当な意見を採用し、細かな対策を立てたことで信頼され、役員も務めた。「大衆の中で活動するためには、大衆感覚を身につける必要がある」が信念であった。地域活動にも没頭し、東京都世田谷区の食糧メーデーなどでも活躍した。
70歳を過ぎて、息子夫妻や孫たちに囲まれて、賑やかな家庭を持つようになってもなお、地域の世話役活動で多忙な日々を続けた。1989年（平成元年）10月8日、85歳で死去した。
大きな反響を呼んだ1926年5月の横浜のメーデー集会の挨拶文は、その40年以上後の1967年（昭和42年）、60歳過ぎに取材を受けたときにも憶えていた。「40年経った今、革命が近づくどころか、ますます遠のいてしまっているので、とても恥ずかしいから、忘れられないのです」と語っていた。